# Philippe Poupon
Philippe Poupon (23 de outubro de 1954), é um velejador francês que fez parte da equipagem do Pen Duick VI de Éric Tabarly em particular durante as Whitbread 1973-1974 assim como em 1978.
Velejando muitas vezes em solitário, tem uma enorme lista de recordes, da qual fazem parte:
- três primeiros lugares na Solitaire du Figaro 1982, 1985 e 1995, assim como um segundo lugar em 19832 [1]
- primeiro da Route du Rhum em 1986 e segundo em 1990 [2]
- terceiro da Vendée Globe em 1992 [3]
- Recorde da travessia do Atlântico Norte à vela, 1987, em 10 dias e 9 horas